# Inka ösvény

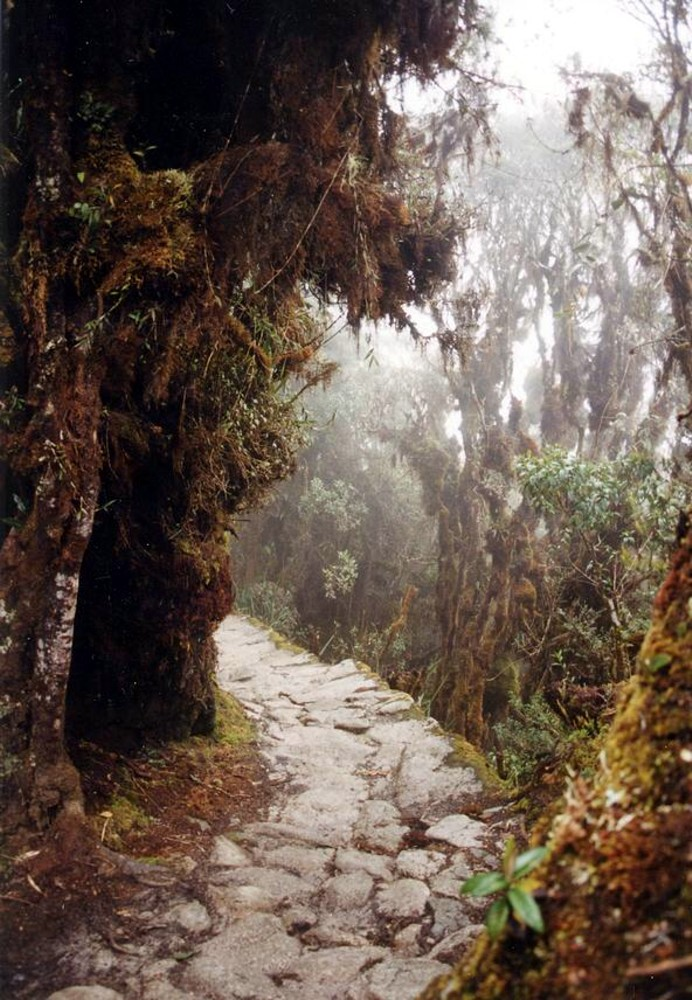
Az ösvény nagy része az inkáktól maradt fenn

Az Inka Ösvény (Camino Inca vagy Camino Inka) az egykori inka úthálózat azon része, ami ma turisták által látogatható. A három egymást keresztező útvonal a Mollepata, a klasszikus, és az egy napos. E három közül a Mollepata a leghosszabb, a legmagasabb hágókkal; ez a klasszikus utat a Warmiwañusqa (Halott Asszony-hágó) előtt keresztezi. Az Andok hegyláncain fekvő, köderdőkkel és alpesi tundrán át vezető ösvény települések, alagutak és inka romok mentén vezet a Nap-kapun keresztül a Machu Picchu hegyhez.
A két hosszabb út néhány szakasza 4200 méter fölött halad, ami hegyibetegséget okozhat.
A perui kormány a túlhasználat és az erózió megelőzése érdekében korlátozza a látogatók számát és szigorúan ellenőrzi a túravezető cégeket; ezért a túrákra előjegyzés szükséges. Az ösvényre naponta 500 ember léphet be, ebből csak 200 a turista, a többi túravezető és egyéb személyzet.
A főszezonra a jegyek nagyon hamar elfogynak. Az ösvény februárban takarítás és fenntartó munkálatok miatt nem látogatható.

## Egy-napos túra
A 9,6 kilométer hosszú túra a Vilcanota folyó partján kezdődik és 800 méteres szintkülönbséggel jut el a Machu Picchuhoz. A táv 6-7 óra alatt teljesíthető. A folyótól az út egyenletesen emelkedik, egy köderdőn áthaladva egy tisztáson keresztül eléri a vízesést, ezután a Winya Wayna romok mellett halad el, majd a klasszikus inka ösvénybe torkolva érkezik meg a 2700 méteren található Nap-kapuhoz, ahonnan már látható a Machu Picchu.

## Klasszikus túra

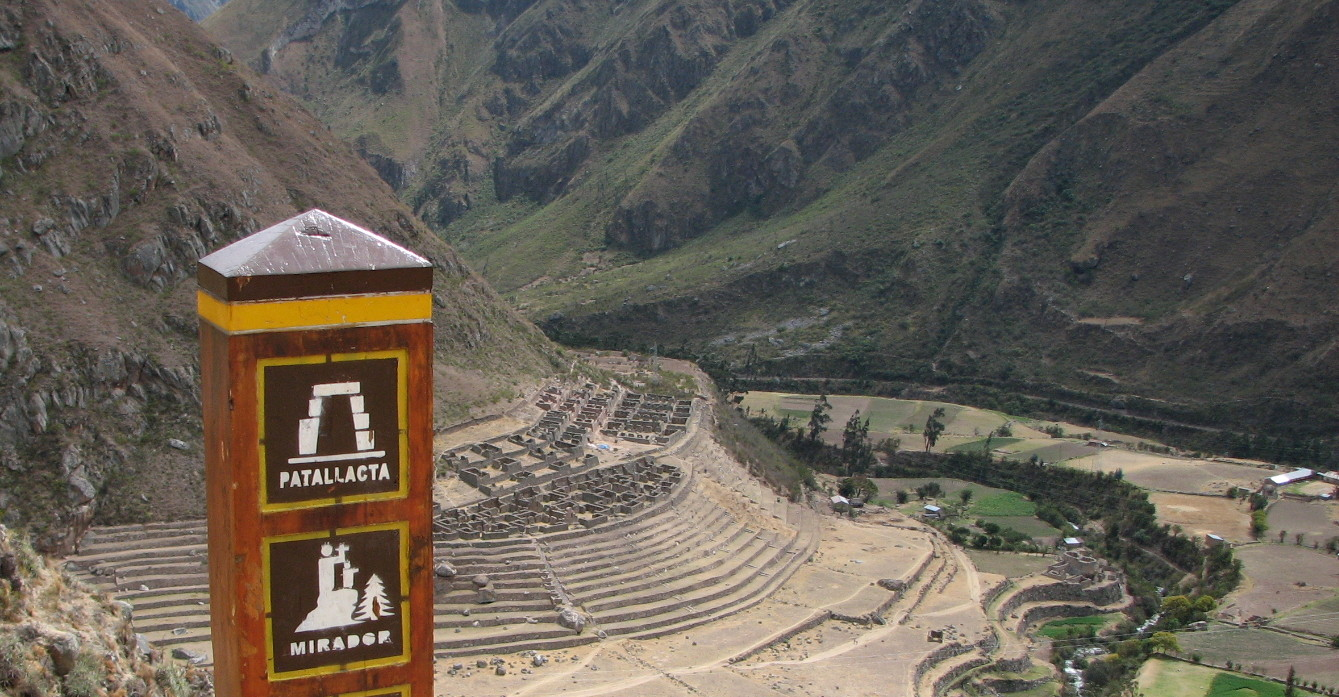
Patallacta

A „klasszikus inka túrára” az utazók általában négy vagy öt napot szánnak, de a 104 km-es táv két nap alatt is teljesíthető. Az útnak két kiindulópontja van, 88 illetve 82 kilométerre Cuzcótól az Urubamba folyó mellett 2600 illetve 2800 méteres tengerszint feletti magasságban.
A két útszakasz a Patallaqta (Llaqtapata) romok felett fut össze. A helyet már Kr. e. 500 körül is lakták, ez az ősi elő-inka terület vallási és ceremoniális szerepet töltött be, lakói növénytermesztést folytattak, valamint itt éltek a közeli Willkaraqay dombvidék katonái. Az ösvény a Kusichaka folyó mentén főként emelkedő szakaszokból áll.
3000 méteren, Wayllapampa („füves puszta”, Wayllabamba) kis falujánál keresztezi az út a „Mollepata utat”. Wayllapampának körülbelül 400 lakosa van (130 család), akik az út mentén elszórt kis településeken élnek. Ezen a szakaszon még közlekedhetnek teherhordó lovak, szamarak, öszvérek és lámák.
Wayllapampánál az út nyugat felé kanyarodik és emelkedni kezd a Kusichaka folyót követve. A patáikkal korábban okozott károk miatt az út további szakaszán a teherhordó állatok nem megengedettek, ugyanemiatt fémhegyű túrabakancsban sem szabad az utat használni.

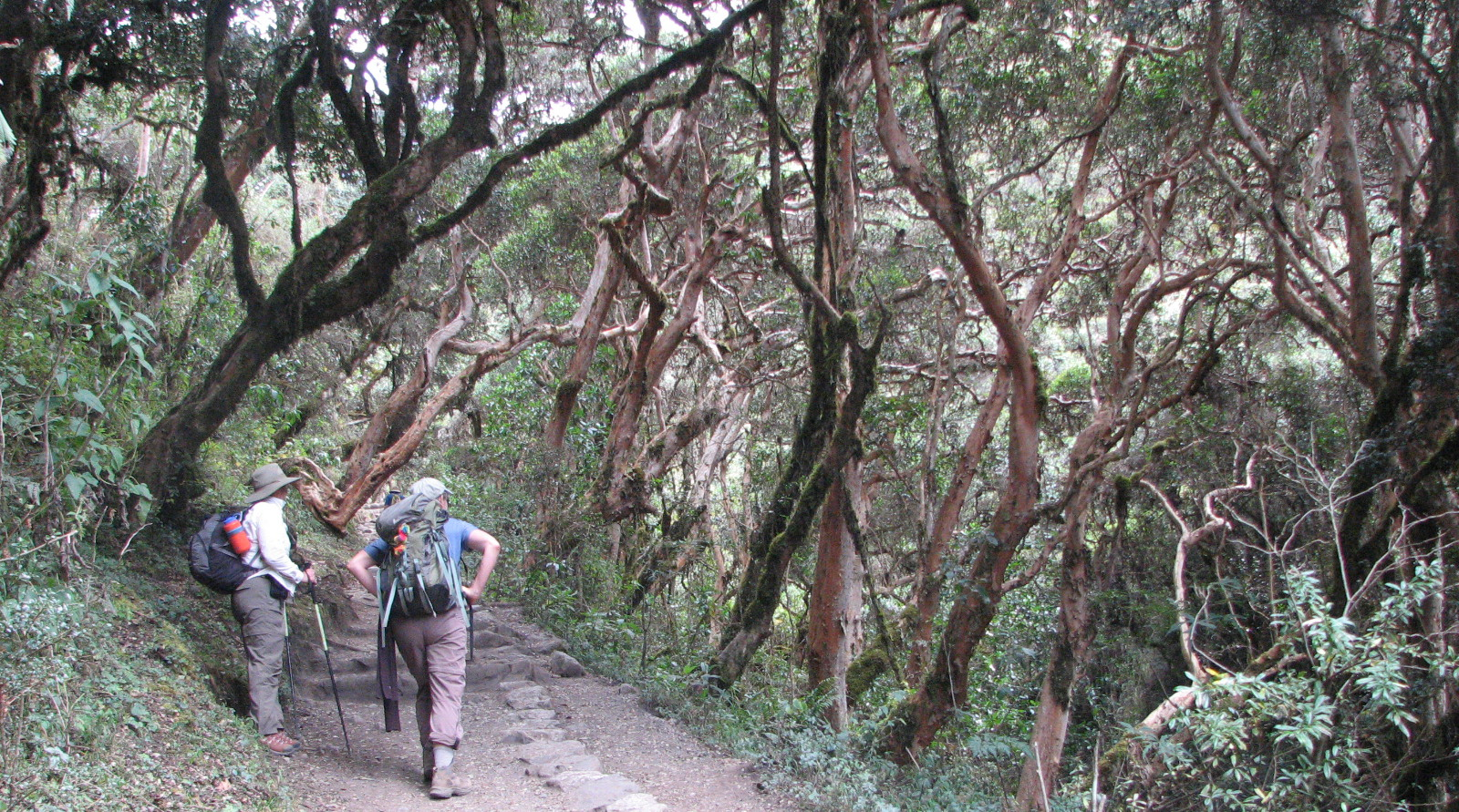
Köderdő az Inka Ösvényen

A Warmi Wañusqa, vagy Halott Asszony-hágó felé az út változatos élőhelyeken halad keresztül, melyek közül az egyik a Polylepis fákat tartalmazó köderdő. A hágó tengerszint felett 4215 méteren fekszik, ez a „klasszikus” túra legmagasabb pontja.
A Llulluch'apampa (Llulluchapampa) táborhely az ösvény ezen szakaszán helyezkedik el 3800 méteren. Ezen szakasz után az ösvény meredeken lejteni kezd a Pakaymayu csatorna felé. A Pakamayu táborhely 2 kilométerrel fekszik a hágó alatt.

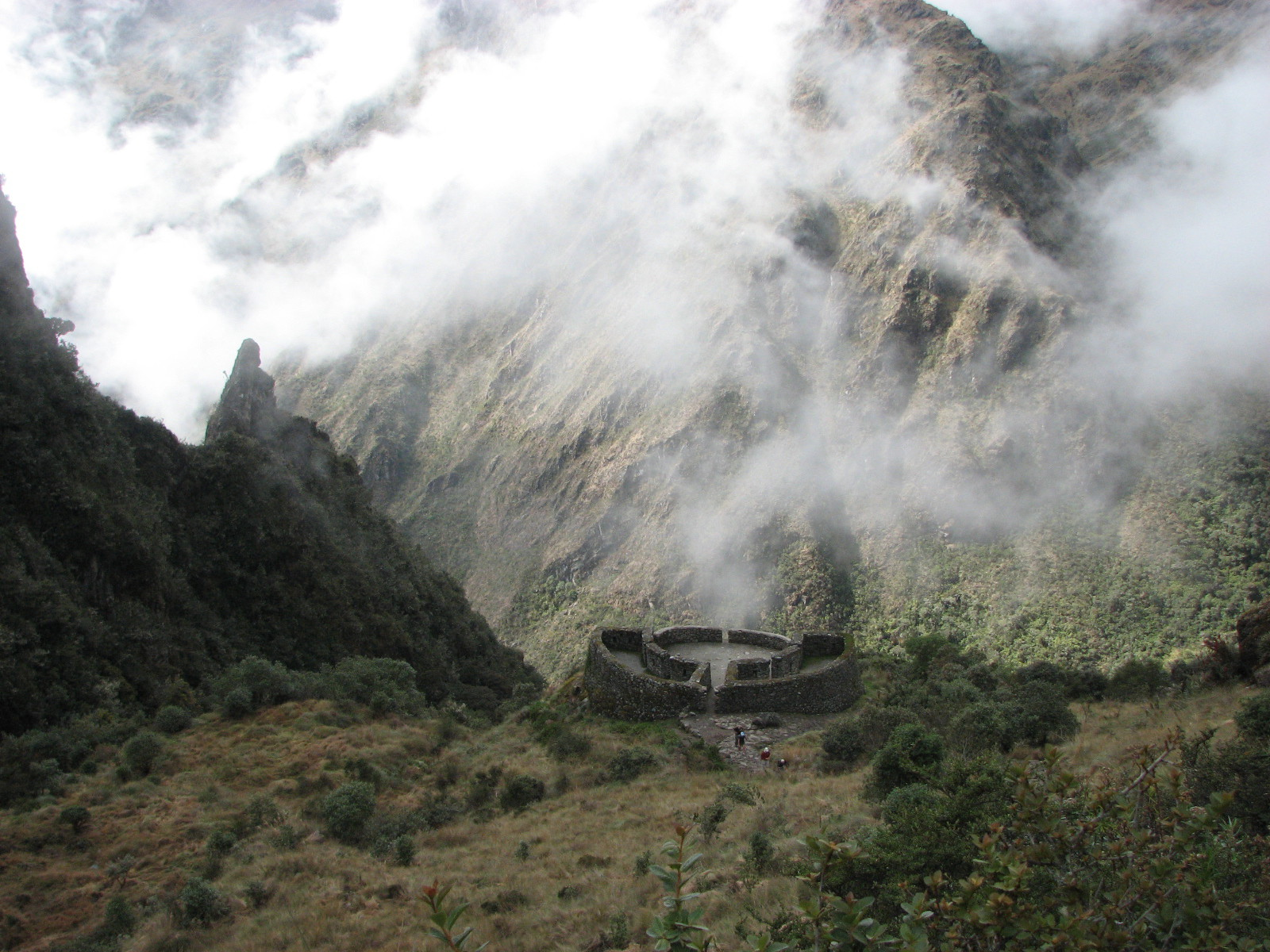
A tambo Runkuraqay

A Pakaymayu után az ösvény meredeken emelkedni kezd a völgy másik oldala felé. Egy kilométerre innen 3750 méteren találhatóak a völgyre tekintő inka tampu Runkuraqay romok. A helyet az 1990-es években helyreállították.
Az út ezután is emelkedik, keresztülhaladva a kis Quchapata- (Cochapata)-tó mellett egy a szarvasállományáról ismert területen. Régebben itt is volt egy táborhely, de a többi túlhasznált területhez hasonlóan itt sem engedélyezik már a táborozást.
Az út magas köderdőkön át folytatódik, meredek kaptatóin drámai panorámát tárva az utazók elé. Ezután a Sayaqmarka („meredek város”) és a tampu Qunchamarka következik az úton, a két völgyre - Urubambára és Aobambára - néző hosszú inka alagút.

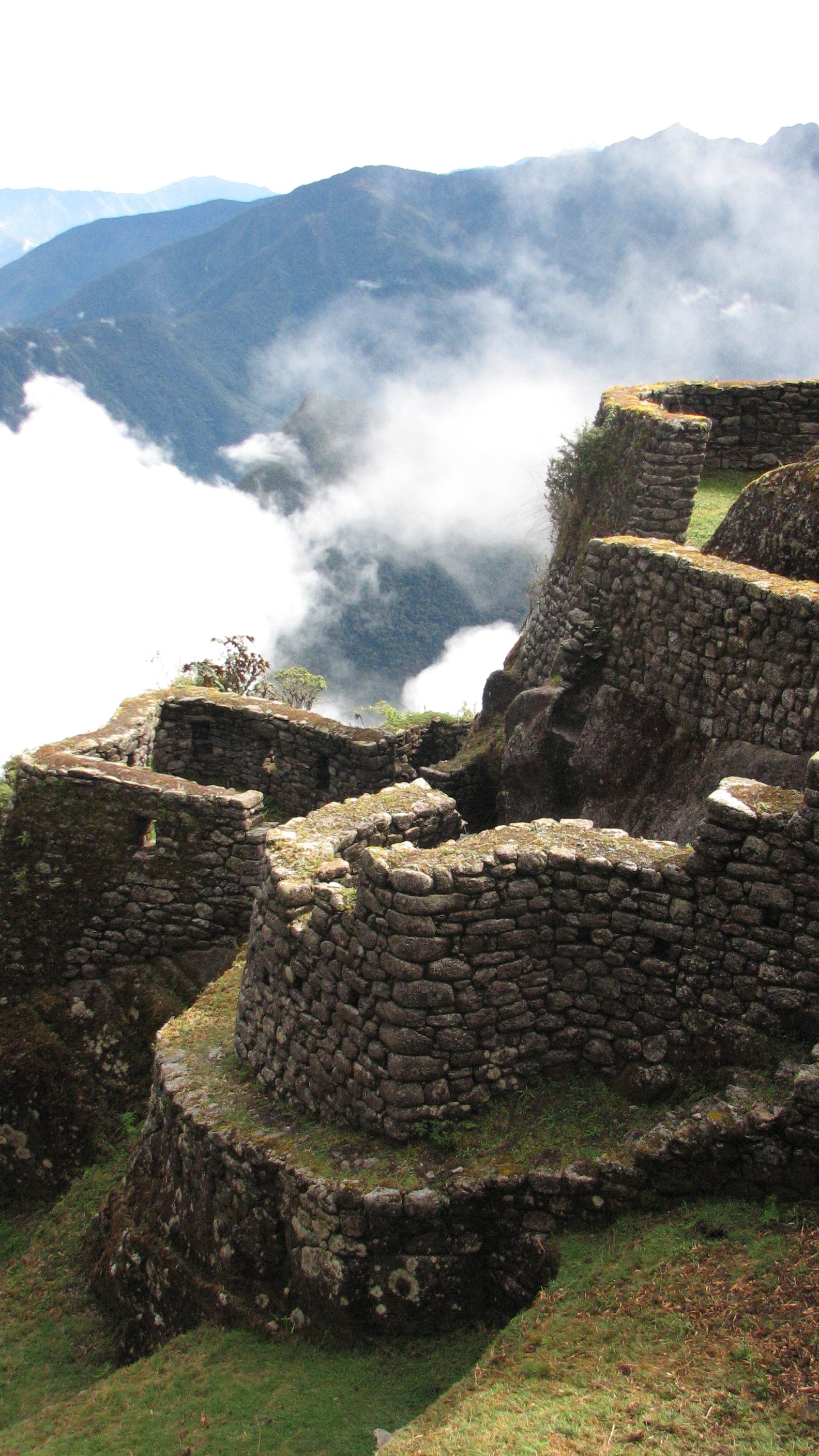
A Phuyupatamarka romok

Átérve a következő magassági ponton, 3650 méteren és egy táborhelyen egy rövid lejtő következik Phuyupatamarka (felhők közötti város) (phoo-yoo-patta-marka) kiterjedt romvárosával.
A romvárost Hiram Bingham fedezte fel, de nagy részét növényzettel borítottan hagyta. A Fejos csapat adta a helynek a Phuyupatamarka nevet és tisztította meg a fennmaradó részeket. A helységnek öt kútja és egy oltára van, ahol valószínűleg láma-áldozatokat mutattak be.
Ezután az ösvény 1000 métert emelkedik, az 1500 fokú szabálytalan lépcsősoron keresztül, amelyből néhányat tömör gránitba véstek. A növényzet itt sűrű, buja, dzsungelhez hasonló, sok lepkével és madarakkal. A második inka alagút az út ezen szakaszán van.

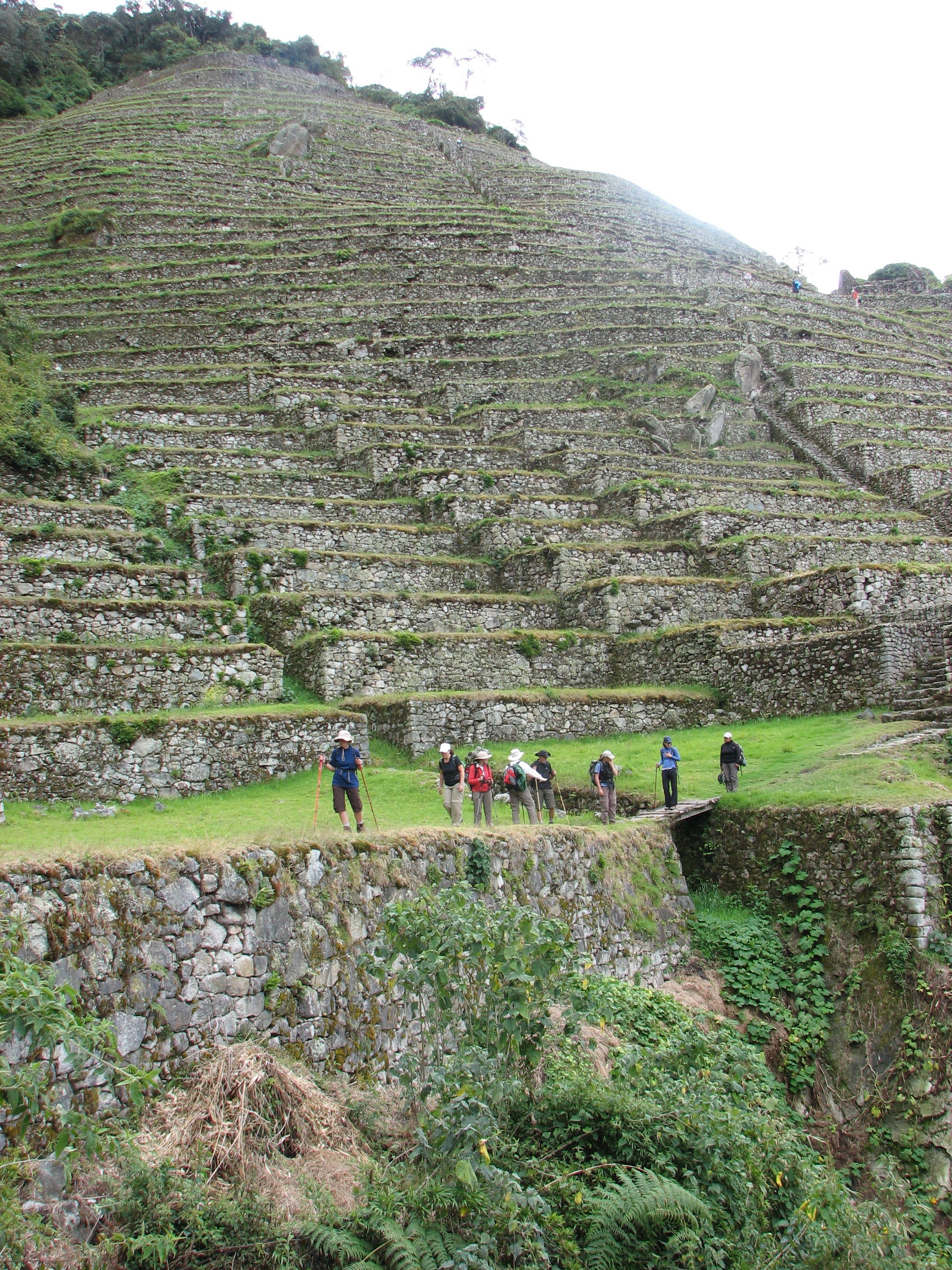
Intipata

Az alagút előtt Patallaqta óta először látható az Urubamba folyó. Az alagútból kiérve pedig már látható Aguas Calientes és már lehet hallani a folyó mellett haladó vonatokat. Ahogy az út Intipata felé közeledik, át lehet látni a „két napos inka ösvényre” (Camino Real de los Inkas). Az ösvény egy kis nyomvonala közvetlenül a Wiñay Waynához vezet, amíg a fő út Intipatához tart.
Intipata (Yunkapata) egy nemrég feltárt teraszsor, ami a terep domborzatának vonalát követi. Itt krumpli-, kukorica-, gyümölcs- és édesburgonya-termelés folyik.

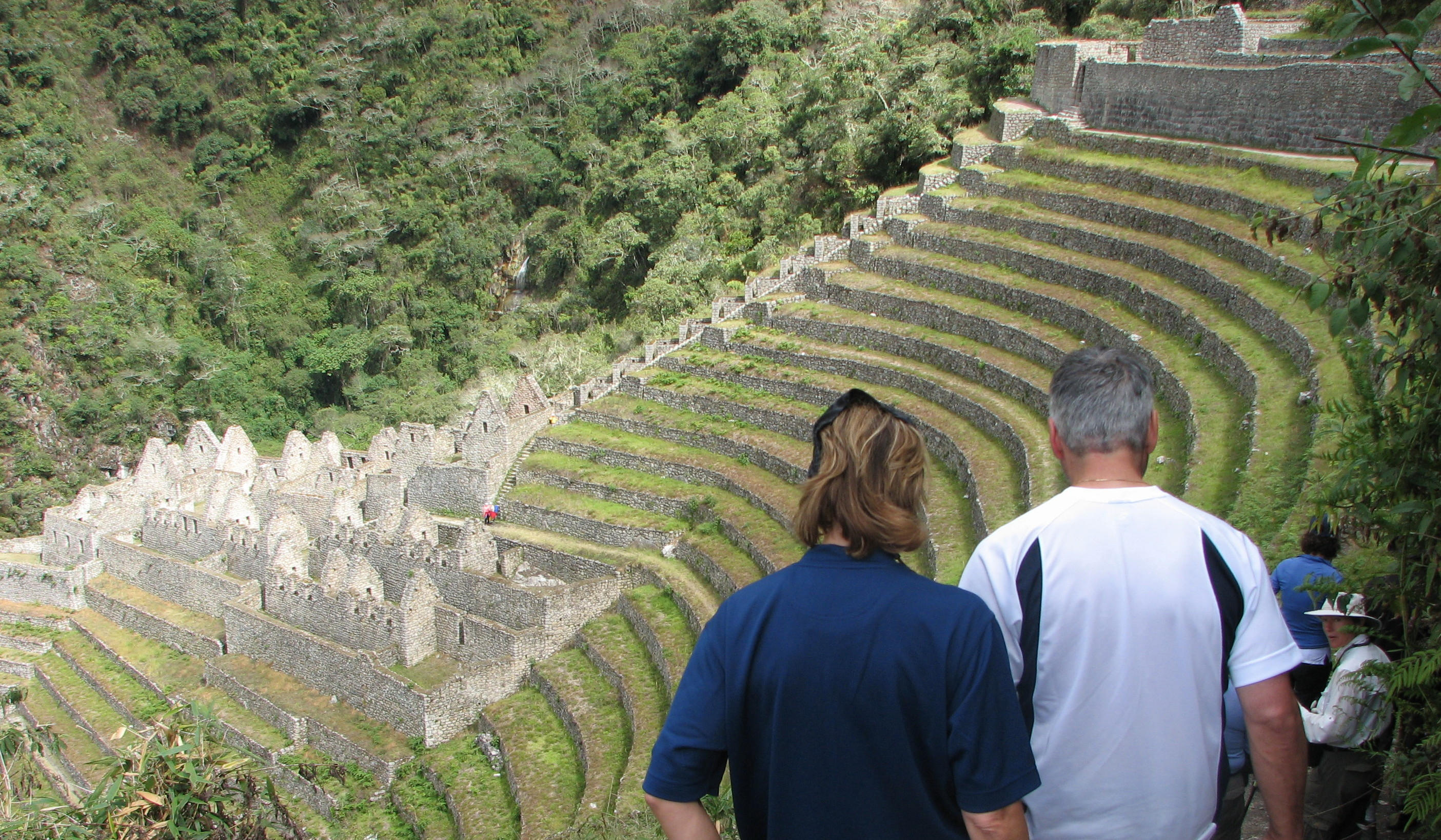
Wiñaywayna

A Wiñay Wayna (örök fiatalság) (win-yay-way-na) név az itt található inka romokat és a hosztelt/éttermet és táborhelyet is takarja. Két fő épületcsoport - a felső és az alsó - fekszik a teraszok között a hegyoldalban. A két épületcsoport között kutak és rituális fürdőhelyek hasznosítják a 19 itt eredő forrás vizét.
Wiñay Waynától az út lejjebb a Machu Picchu keleti ösvénye mentén kanyarog. A Nap-kapuhoz vezető meredek lépcsők innen már csak 3 kilométerre vannak. A hegygerincről az utazók elé tárul a Machu Picchu nagyszerű panorámája. Az ösvény utolsó része egy rövid lejtős séta.

## Időjárás
Az időjárás az Inka Ösvényen májustól szeptemberig a legalkalmasabb a túrázásra, ilyenkor az idő leginkább száraz és napos. Az éjszakák májusban és júniusban fagyosak.

## Inka ösvény Ecuadorban Incapircához
Az ecuadori inka ösvény Achupallasból vezet Incapircához.

## Fordítás
- Ez a szócikk részben vagy egészben  az   Inca Trail to Machu Picchu című angol Wikipédia-szócikk ezen változatának fordításán alapul.  Az eredeti cikk szerkesztőit annak laptörténete sorolja fel. Ez a jelzés csupán a megfogalmazás eredetét és a szerzői jogokat jelzi, nem szolgál a cikkben szereplő információk forrásmegjelöléseként.